# Mereret

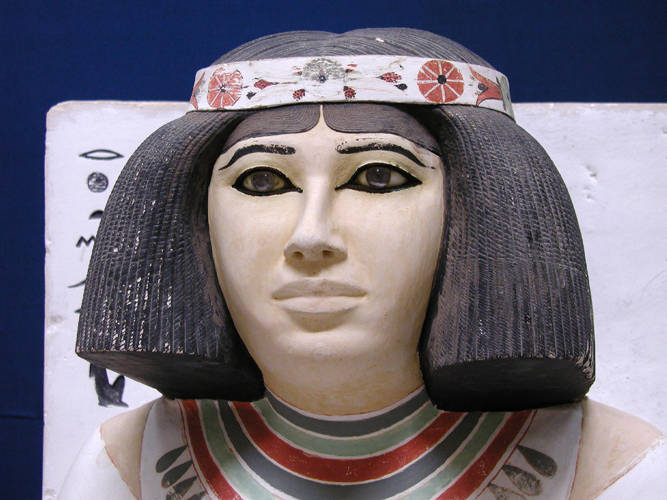
Nofret, de moeder van Mereret

Mereret was in de 26e eeuw v.Chr. een prinses van de 4e dynastie van Egypte. Zij was een dochter van Nofret en prins Rahotep, en een kleindochter van farao Snofroe. Zij was een nicht van farao Choefoe (Cheops) en had drie broers en twee zussen.